# Hängeberg (Finning)
Hängeberg ist ein Ortsteil der Gemeinde Finning im oberbayerischen Landkreis Landsberg am Lech.

## Geografie
Die Einöde Hängeberg liegt circa zwei Kilometer südlich von Entraching an einem Moränenzug.

## Geschichte
Hängeberg entstand erst im 19. Jahrhundert und wurde 1850 erstmals genannt.
Bis zur Gebietsreform gehörte die Einöde zur ehemals selbstständigen Gemeinde Entraching und wurde gemeinsam mit dieser am 1. Oktober 1971 nach Finning eingemeindet.